# Heiner Hug
Heiner Hug (* 21. September 1946 in Zürich) ist ein Schweizer Journalist und Buchautor.
Ab 1971 war Hug für das Schweizer Fernsehen tätig, die letzten fünf Jahre als Redaktionsleiter der Tagesschau. Als Kadermitarbeiter wurde er mit Erreichen des 62. Lebensjahres per Ende 2008 pensioniert; die Leitung der Tagesschau übernahm Thomas Schäppi, bisher Leiter der Inlandnachrichten-Sendung Schweiz aktuell.
Nach seiner Pensionierung gründete Hug die Internetzeitung Journal21, die sich durch ausführlichere Texte von anderen Internetpublikationen absetzen will und von Hug und anderen Journalisten ohne Gewinnabsicht betrieben wird.
Hug ist mit der ehemaligen Tagesschau-Moderatorin Beatrice Müller verheiratet.

## Werke
- Die Alten kommen. Auf dem Sprung zur Macht. Orell Füssli, Zürich 1992, ISBN 3-280-02124-3.
- Wir, die Geier. Das knallharte Geschäft mit den Fernseh-News. Orell Füssli, Zürich 1998, ISBN 3-280-02624-5.
- Fernsehen ohne Zuschauer. Die Kapitulation der Flimmerkiste vor dem Internet. Orell Füssli, Zürich 2009, ISBN 978-3-280-05354-6.